# Vakö myr

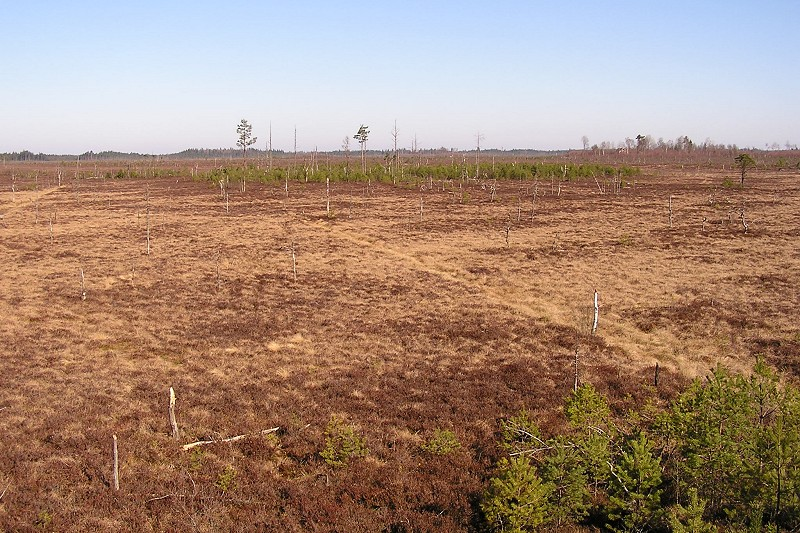
Vakö myr från sydväst

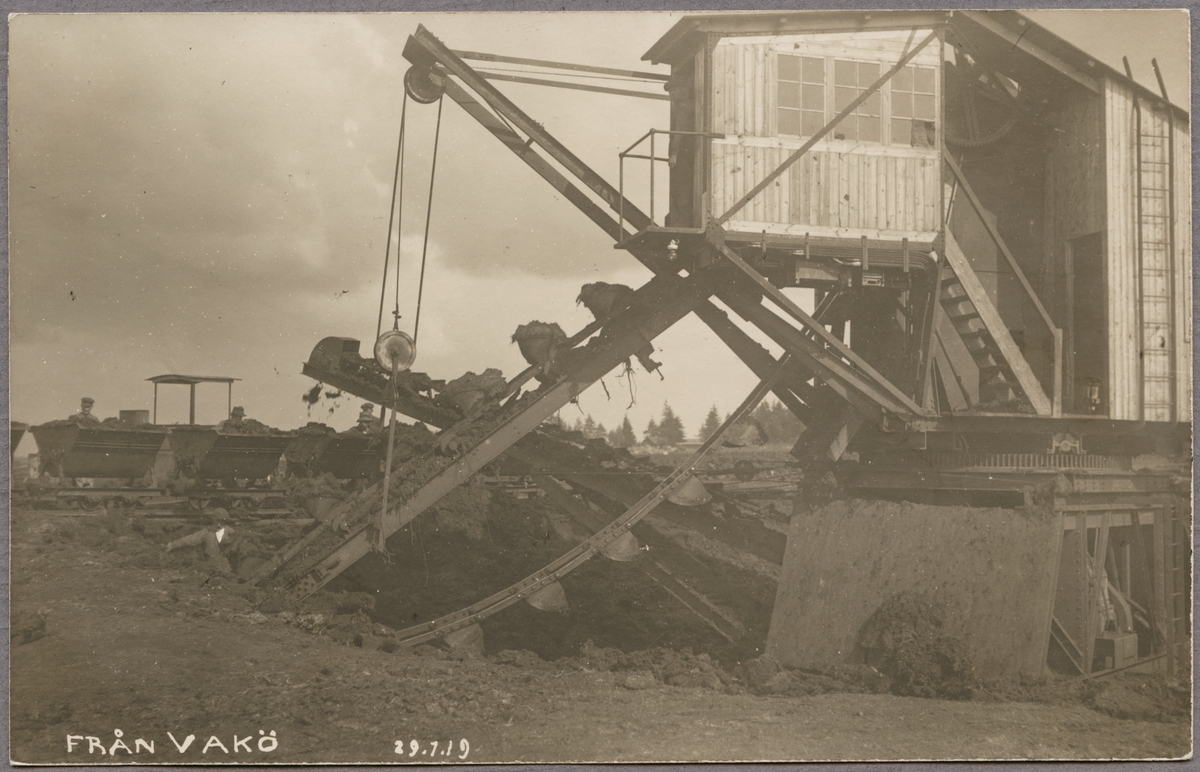
Torvbrytning på Vakö myr, 1919

Vakö myr är en stor högmosse på gränsen mellan Skåne och Småland, i Osby och Älmhults kommuner. Den har en areal på ungefär 13 kvadratkilometer. Mossen består av tre naturreservat:  Vakö myr (Skåne), Vakö myr (Småland) och Tyringemossen.

## Myren i äldre tid
Mossens namn är egentligen en förvanskning, på 1700-talet skrevs den "Wackre myhr". På några öar ute på myren levde torpare ända fram till början av 1900-talet. Spår av deras verksamhet och fattiga liv kan fortfarande ses.

## Bränntorvsproduktion
Ute på mossen bedrevs mycket stor produktion av bränntorv både under första och andra världskriget. AB Vakö Torvpulverfabrik uppförde en stor fabrik på en fastlandsudde på den östra sidan av mossen 1917–1918. När driften var som intensivast, arbetade 500 personer under sommarsäsongen där. Författaren Harry Martinson arbetade i sin ungdom en period där, och har skildrat den i ett avsnitt av boken "Vägen ut", i vilken han kallar myren Varpinge mosse. Driften nedlades i början av 1950-talet, men fabriken – som var byggd i armerad betong – kvarstod öde och övergiven fram till 1978, då den sprängdes under militära övningar. Rester av fabriken, torvverk och järnvägsspår kan fortfarande ses, liksom vattenfyllda torvgravar. Till minne av torvproduktionen restes sommaren 2008 en minnessten nere i samhället Hökön söder om Vakö myr.

## Branden 1992
En stor brand rasade på Vakö myr i juli 1992, och bekämpades av räddningsstyrkor från hela Sydsverige. Händelsen fick stor uppmärksamhet i media. I stort sett alla träd och all övrig vegetation på myren brändes av, men bebyggelsen utanför myren blev räddad. Växtligheten började sedan ganska snabbt att återhämta sig, men många spår av branden kan ändå fortfarande ses. Kort tid efter branden gjordes mossen till ett naturreservat.

## Nutid
För den som vill se Vakö myr är enklaste sättet att köra länsväg 120 österut från Älmhult. Cirka 5 kilometer från Älmhult finns skylt mot Vakö myr, och längre fram vid gården Låkan finns en parkeringsplats. Därifrån kan man gå på en gångstig och långa spänger ut till en utsiktsplats med vid utsikt över myren. Att ta sig ut till den före detta torvfabriken är svårare - det området ligger på mossens andra sida, är oskyltat och man är tvungen att gå flera kilometer.